# Мисурата
Мисурата (арап. مصراته‎; латиницом Mişrātah) је са 259.056 становника (2010) трећи по величини град у Либији. У ширем градском подручју живи 550.000 становника.
Мисурата се налази 5 километара од обале Средоземног мора у истоименој шабији. У градско подручје спада рт Мисурата који је најзападнија тачка залива Велики Сирт. Мисурата је удаљена 210 километара источно од Триполија. Град важи за најзначајнији привредни центар земље.
Град на овом месту настао је као феничка трговачка колонија у 10. веку п. н. е. У античко доба био је познат под именом Кефале Тобактус (Kephale Tobactus).